# 守崎哲平
守崎 哲平（もりさき てっぺい、1988年3月7日 ‐ ）は、日本の俳優。元ジュネス企画所属。

## CM
- 劇場版ポケットモンスター ミュウツーの逆襲&「スタンプバッチ」
- サントリー「ウィスキー飲もう気分キャンペーン」
- 任天堂ゲームボーイ「ポケモンカードGB」

## ショートフィルム
- 上を向いて歩こう

| スタブアイコン | サブスタブ | この項目は、まだ閲覧者の調べものの参照としては役立たない、俳優（男優・女優）に関連した書きかけの項目です。この項目を加筆・訂正などしてくださる協力者を求めています（P:映画/PJ芸能人）。 |